# Dillenia
Dillenia és un gènere de plantes amb flors i el gènere tipus de la família Dilleniaceae, són plantes natives de les regions tropicals i subtropicals del sud d'Àsia, Australàsia, u les illes de l'Oceà Índic.
Aquest gènere rep el nom del botànic Johann Jacob Dillenius i conté arbres i arbust perennifolis o semiperennifolis.

## Característiques
Les fulles són enteres i disposades en espiral.
Les flors són solitàries o en racems terminals, amb cinc sèpals i cinc pètals, nombrosos estams i un conjunt de cinc a 20 carpels; se semblen un poc a les flors del gènere Magnolia.

## Algunes espècies

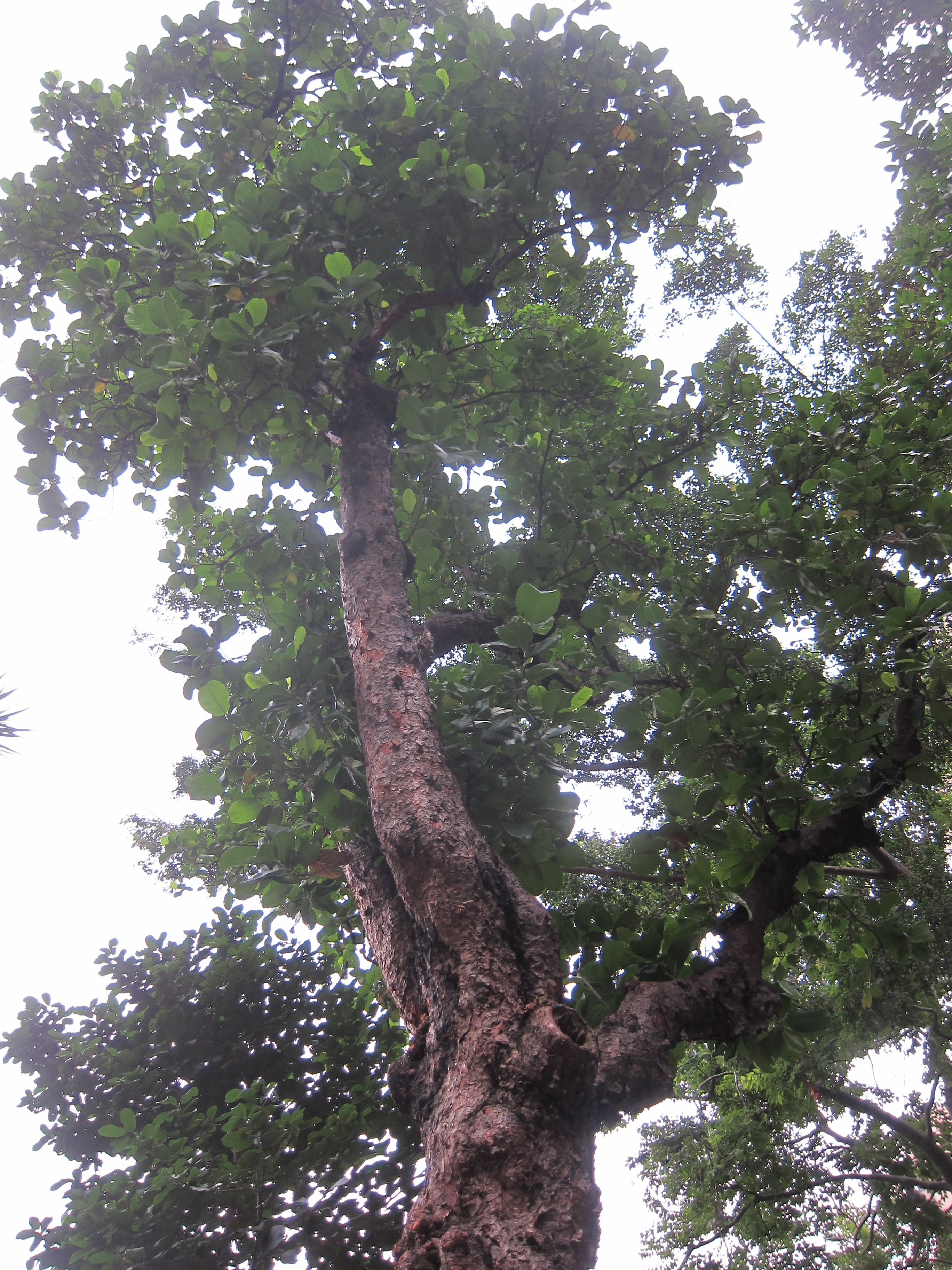
Dillenia alata al Hong Kong Zoological and Botanical Gardens

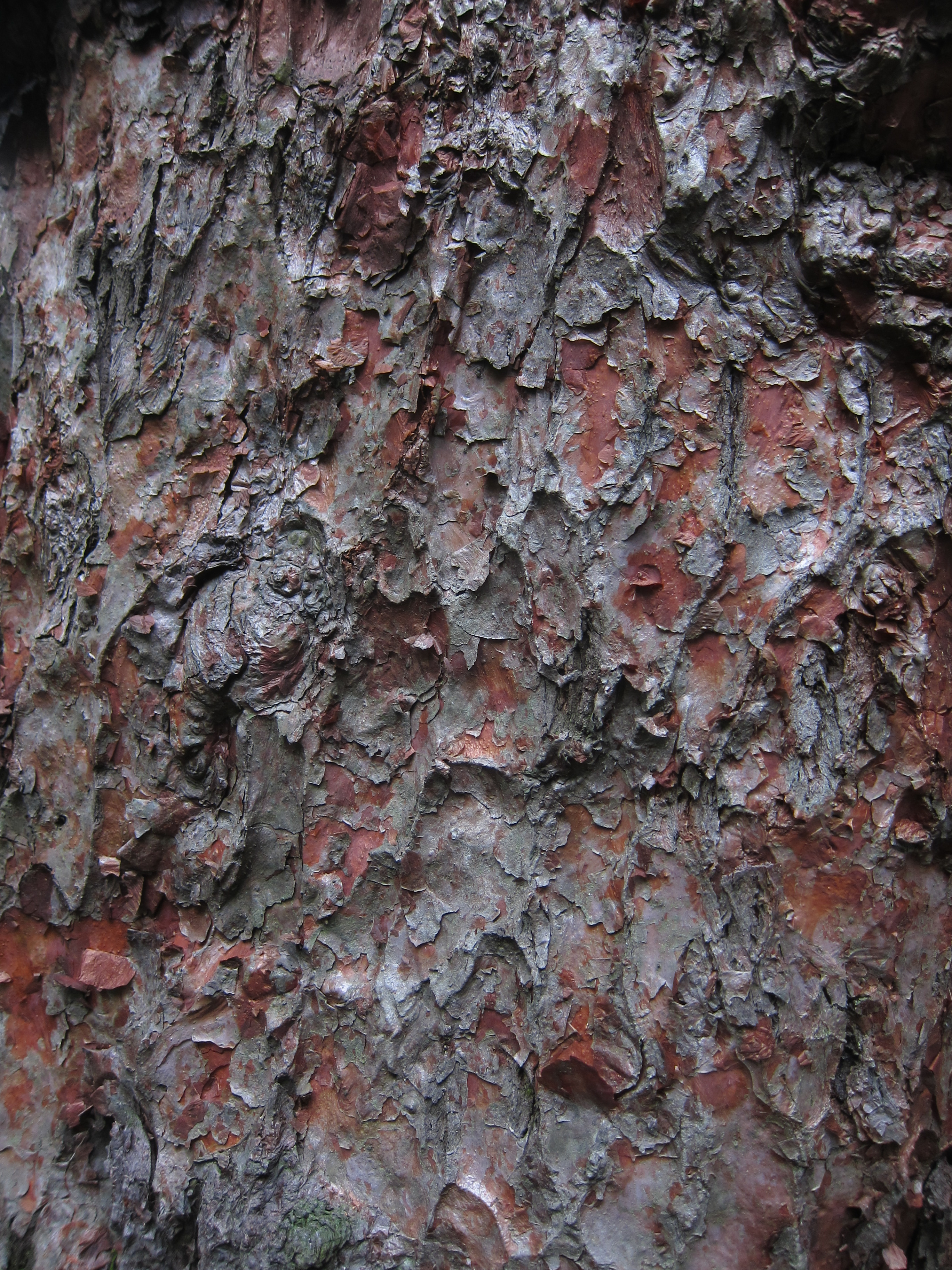
Escorça de Dillenia alata

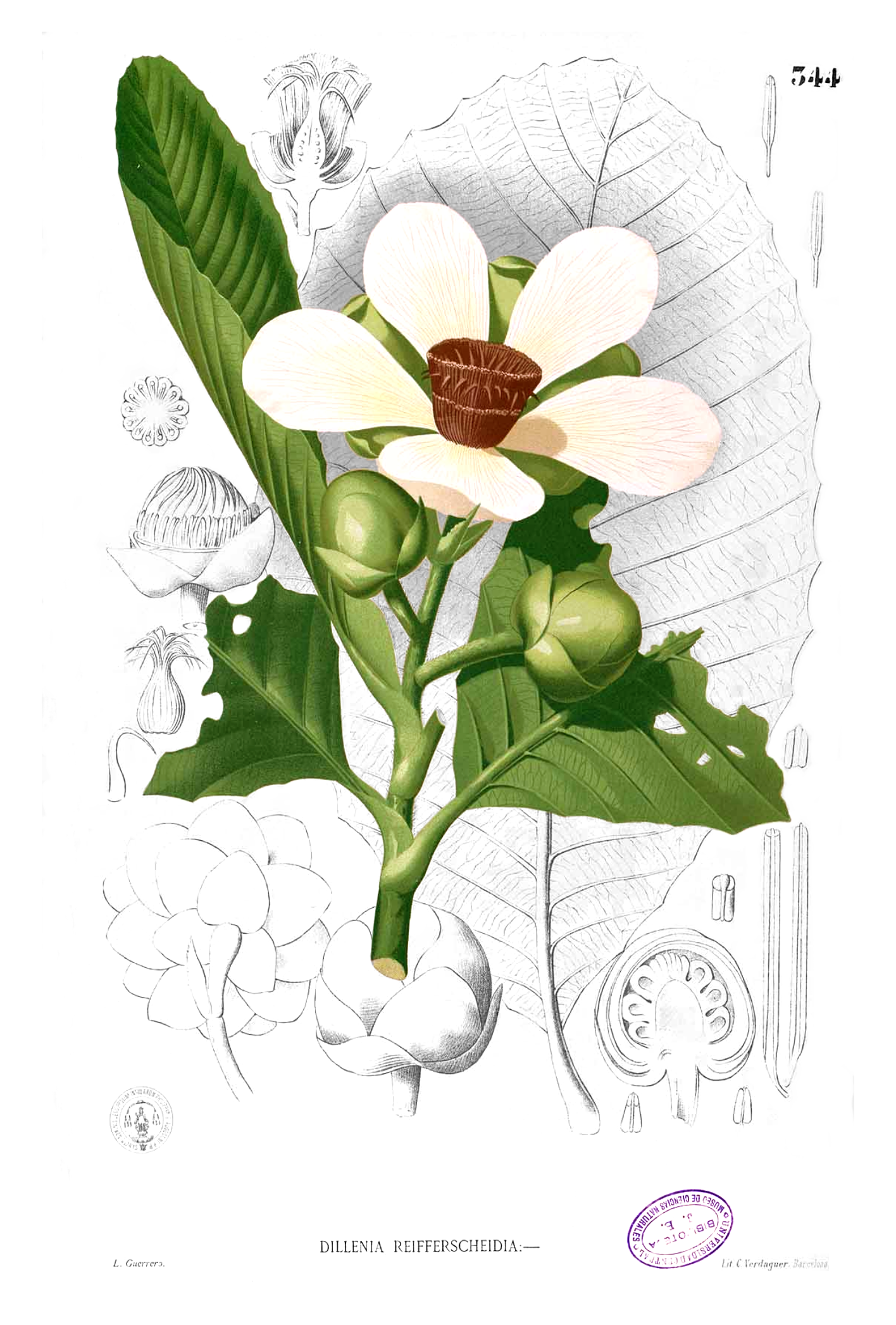
Dillenia reifferscheidia

A continuació hi ha una llista amb algunes de les espècies del gènere Dillenia:
- D. alata Banks ex DC.
- D. albertisiana Martelli
- D. albiflos (Ridl.) Hoogland
- D. andamanica C.E.Parkinson
- D. andreana F.Muell.
- D. auriculata Martelli
- D. beccariana Martelli
- D. biflora (A.Gray) Martelli ex Guill.
- D. blanchardii Pierre
- D. bolsteri Merr.
- D. borneensis Hoogland
- D. bracteata Wight
- D. burbidgei Martelli
- D. calothyrsa Diels
- D. castaneifolia Martelli
- D. catmon Elmer
- D. cauliflora Merr.
- D. celebica Hoogland
- D. crassisepala Martelli
- D. crenatifolia Hoogland ex Mabb.
- D. cyclopensis Hoogland
- D. diantha Hoogland
- D. elata Pierre
- D. elmeri Merr.
- D. elongata Miq.
- D. excelsa (Jack) Martelli
- D. eximia Miq.
- D. fagifolia Hoogland
- D. ferruginea (Baill.) Gilg
- D. fischeri Merr.
- D. floribunda Hook.f. & Thomson
- D. glabra Martelli
- D. grandifolia Wall. ex Hook.f. & Thomson
- D. guillotii Hochr.
- D. hainanensis Merr.
- D. harmandii Gagnep.
- D. heterosepala Finet & Gagnep.
- D. hirta Diels
- D. hookeri Pierre ex Gilg
- D. indica L.
- D. ingens B.L.Burtt
- D. insignis (A.C.Sm.) Hoogland
- D. insularum Hoogland
- D. longipetiolata Diels
- D. macrophylla Reinw. ex Blume
- D. madagascariensis (Poir.) Martelli
- D. magnoliifolia Martelli
- D. mansonii (Gage) Hoogland
- D. marsupialis Hoogland
- D. mattanensis Martelli
- D. megalantha Merr.
- D. megalophylla Merr.
- D. meliosmifolia Hook.f. & Thomson
- D. membranifolia (A.Gray) Martelli
- D. micrantha Martelli
- D. mindanaensis Elmer
- D. minor Gilg
- D. misorensis Martelli
- D. monantha Merr.
- D. montana Diels
- D. nalagi Hoogland
- D. neoebudica Guillaumin
- D. oblonga Martelli
- D. obovata (Blume) Hoogland
- D. ochreata Teijsm. & Binn. ex Martelli
- D. ovalifolia Hoogland
- D. ovata Wall. ex Hook.f. & Thomson
- D. papuana Martelli
- D. papyracea Merr.
- D. parkinsonii Hoogland
- D. parviflora Griff.
- D. parvifolia Martelli
- D. pauciflora Gilg
- D. pedunculata K.Schum. & Lauterb.
- D. pentagyna Roxb.
- D. philippinensis Rolfe
- D. ptempoda (Miq.) Hoogland
- D. pulchella Gilg
- D. pulcherrima Kurz
- D. quercifolia (C.T.White & W.D.Francis ex Lane-Poole) Hoogland
- D. radicans Hort. ex Link
- D. reifferscheidia Fern.-Vill.
- D. reticulata King
- D. retusa Thunb.
- D. rhizophora Boerl. & Koord.-Schum.
- D. salomonensis (C.T.White) Hoogland
- D. scabrella (D.Don) Roxb. ex Wall.
- D. schlechteri Diels
- D. scortechinii King ex Ridl.
- D. secunda Hunter ex Ridl.
- D. serrata Thunb.
- D. sibuyanensis Merr.
- D. suffruticosa (Griff. ex Hook.f. & Thomson) Martelli
- D. sumatrana Miq.
- D. talaudensis Hoogland
- D. triquetra (Rottb.) Gilg
- D. turbinata Finet & Gagnep.